# Menexen (diàleg)
Menexen és un diàleg socràtic de Plató, tradicionalment inclòs en la setena tetralogia. Els personatges en són Sòcrates i Menexen.
Consisteix principalment en un llarg discurs fúnebre que satiritza el pronunciat per Pèricles segons Tucídides, en la seva Història de la Guerra del Peloponès. Per això, és un diàleg únic d'entre tota la sèrie de diàlegs de Plató, ja que aquí el diàleg serveix com a forma d'exposició del discurs. Per aquest motiu, possiblement, és perquè Menexen ha caigut en algunes sospites d'il·legitimitat.